# Karl-Abetz-Preis
Der Karl-Abetz-Preis wurde seit 1972 durch das Institut für Forstbenutzung und Forstliche Arbeitswissenschaft der Albert-Ludwigs-Universität Freiburg im Breisgau verliehen. Mit ihm wurden jeweils hervorragende Beiträge zur Förderung der Wirtschaftlichkeit in Forstbetrieben ausgezeichnet. Der Preis wurde nach dem Freiburger Forstökonomen Karl Abetz (1896–1964) benannt und sollte auch dessen herausragende Verdienste würdigen. Die mit 10.000 DM dotierte Auszeichnung hatte Max Willibald Erbgraf von Waldburg zu Wolfegg und Waldsee 1971 gestiftet. Seit 1997 wurden der Karl-Abetz-Preis sowie drei Förderpreise für hervorragende Dissertationen beziehungsweise Diplomarbeiten in zweijährlichem Turnus verliehen.
Das Institut für Forstbenutzung und Forstliche Arbeitswissenschaft wurde Ende 2012 aufgelöst, die letzte Vergabe des Karl-Abetz-Preises war 2011 erfolgt.

## Preisträger
- 1972: Eberhard Faust, Wiesbaden
- 1973: Otto Eckmüller, Wien
- 1974: Hans Jürgen von Arnswaldt, Rastede
- 1975: Josef Ertl
- 1976: Fritz Geiger, Nürtingen
- 1977: Alfred Kurt, Uitikon-Waldegg (Schweiz)
- 1978: Karl Prinz zu Hohenlohe-Langenburg, Hosskirch
- 1979: Ehrenfried Liebeneiner, Lüneburg; Eberhard Boehm, Hannover
- 1980: Josef Richter, Meschede
- 1981: Jean Pierre Vité, Freiburg
- 1982: Erich Küthe, Willingen; Josef Anderl, Linz (Österreich)
- 1983: Kurt Vyplei, Fronleiten (Österreich)
- 1984: Werner Kroth, Oberalting-Seefeld
- 1985: Franz Frh. Riederer von Paar, Regensburg
- 1986: Gerd Bosse, Hannover
- 1987: Gerhard Speidel, Freiburg
- 1988: Sebastian Leinert, Dreieich
- 1989: Rudolf Frauendorfer, Wien (Österreich)
- 1990: Winfried Duffner, Regensburg
- 1991: Hans Egloff, Solothurn (Schweiz)
- 1992: Alexander Riedel, Dresden
- 1993: Elmar Sallinger, Volkenroda (Österreich)
- 1997: Horst Dieter Brabänder, Göttingen
- 1999: Richard H. Ramsauer, Wien (Österreich)
- 2001: Burkhard Schnepper und Horst Wienecke als das hauptamtliche Leitungsteam der „Waldmärkerschaft Uelzen eG“, stellvertretend für alle 1500 in dieser Forstbetriebsgemeinschaft zusammengefassten Waldbesitzer der Lüneburger Heide
- 2003: Meinhard Heinrichs, Stackelitz
- 2005: Gerd Janßen, Hannover
- 2007: Rupprecht Freiherr von Reitzenstein
- 2009: Renato Lemm; Oliver Thees, Birmensdorf (Schweiz)
- 2011: Jens Borchers, Donaueschingen